# 哈克遗址
49°13′01″N 120°04′42″E / 49.21694°N 120.07833°E
哈克遗址位于内蒙古自治区呼伦贝尔市海拉尔区哈克镇东北3km的团结一村和团结村，是一处新石器时代至辽、蒙元时期的人类聚落遗址，2013年被列为第七批全国重点文物保护单位。
哈克遗址于1985年被发现以来，2001年9月呼伦贝尔民族博物馆首次在团结一村南侧试掘，2004年中国社会科学院考古研究所“中国细石器研究”课题组在团结一村进行了较大规模的发掘，出土大量石器、陶器、动物骨骼。据出土遗物分析，哈克遗址是一处新石器时代至辽、蒙元时期的人类聚落遗址。有学者根据哈克遗址的文化特征，命名了“哈克文化”。